# Schinkel-Kirche Neuhardenberg

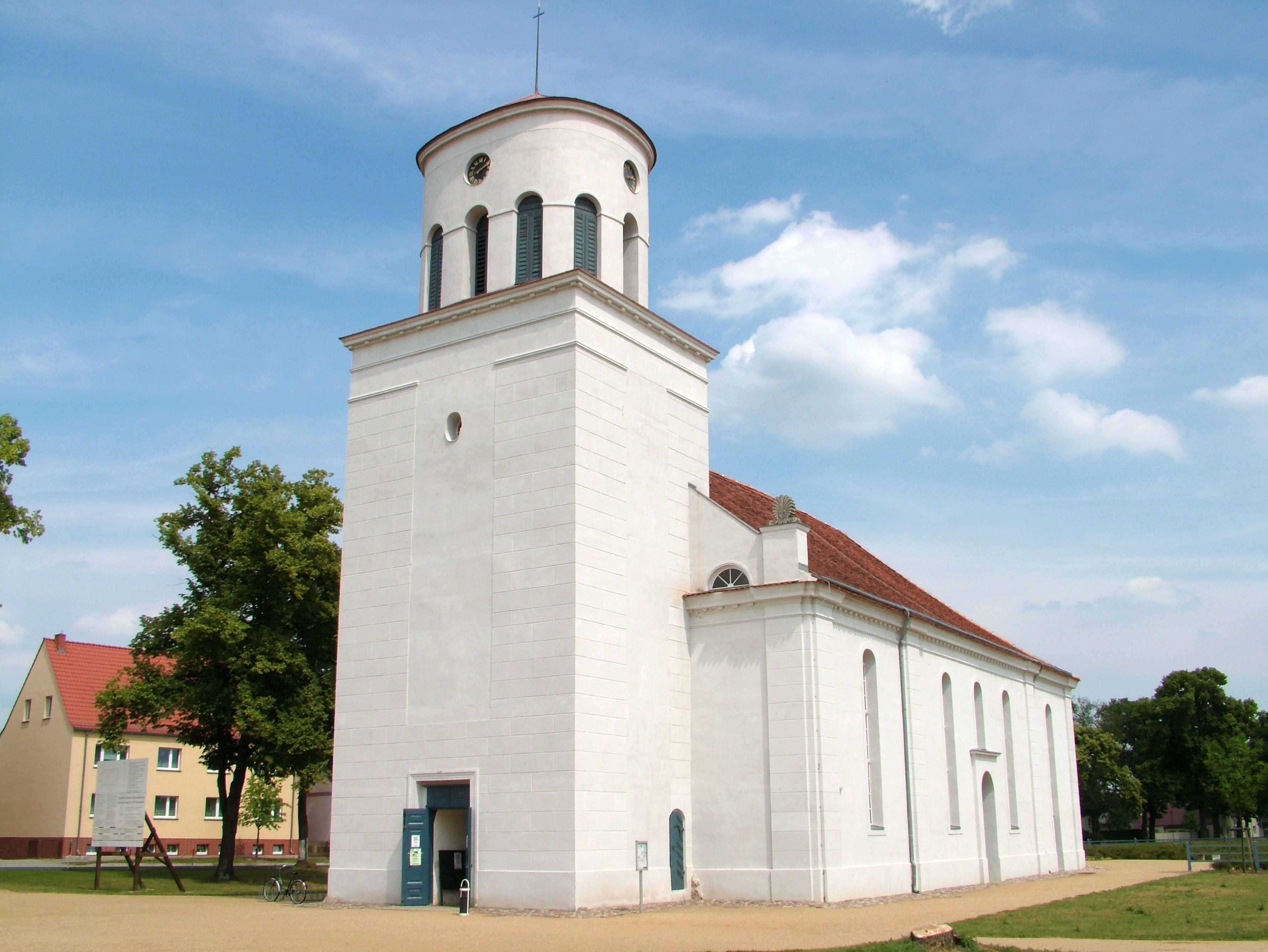
Schinkel-Kirche Neuhardenberg

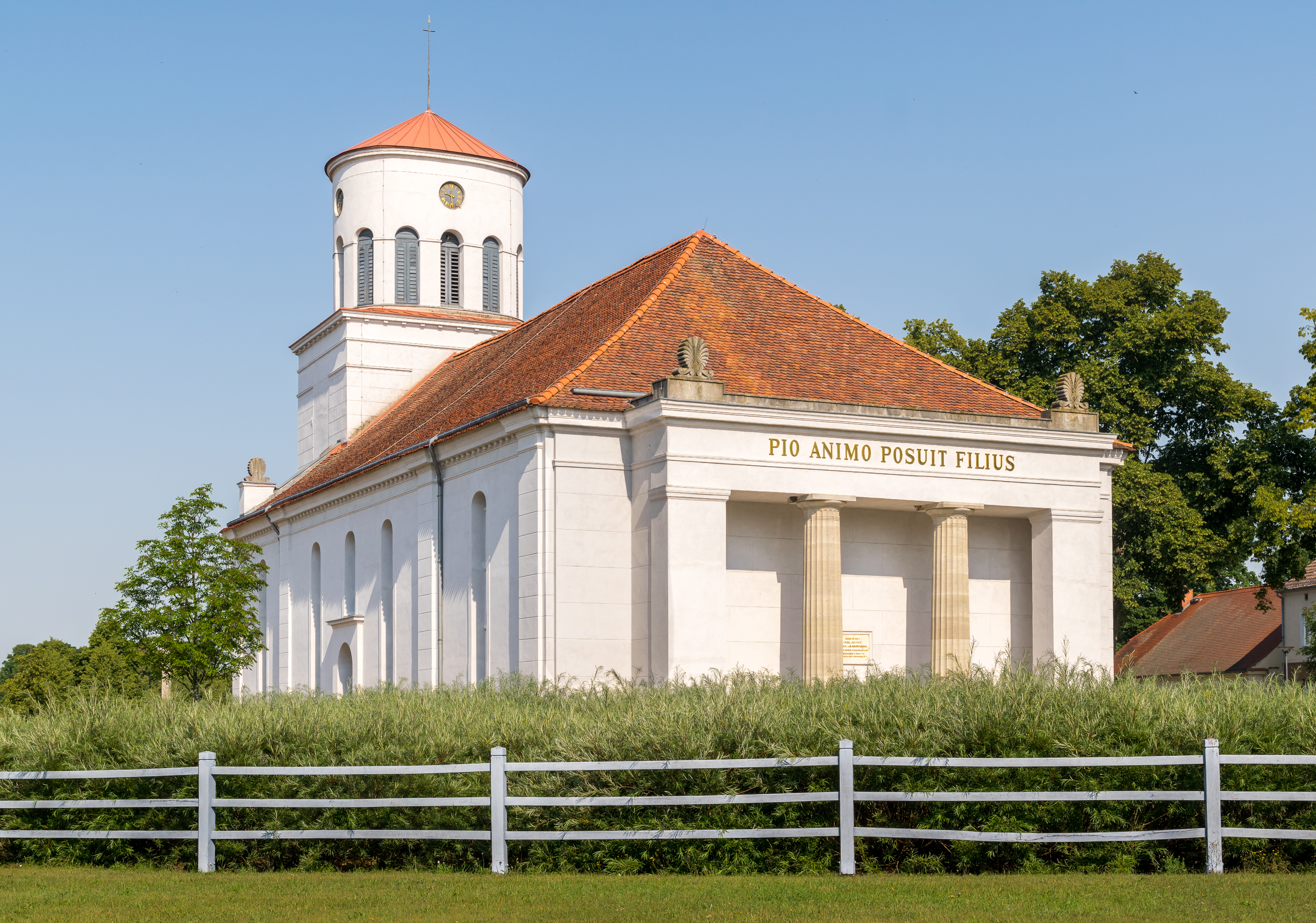
Rückseite mit Mausoleums-Anbau

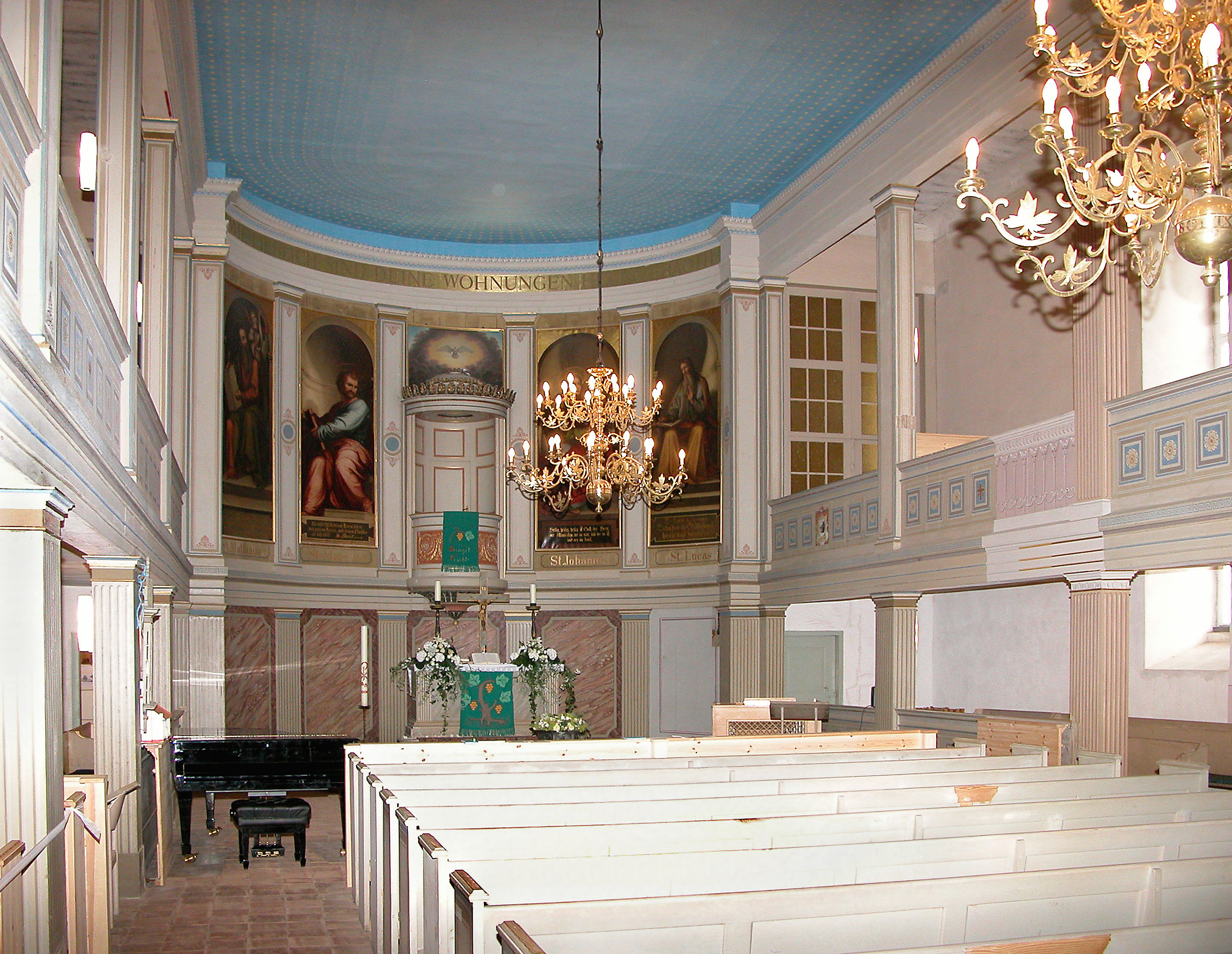
Innenraum

Die evangelische, denkmalgeschützte Schinkel-Kirche steht in Neuhardenberg, einer Gemeinde im Amt Seelow-Land des Landkreises Märkisch-Oderland von Brandenburg. Die Kirchengemeinde gehört zum Pfarrsprengel Neuhardenberg im Kirchenkreis Oderland-Spree im Sprengel Görlitz der Evangelischen Kirche Berlin-Brandenburg-schlesische Oberlausitz.

## Geschichte
Nach dem verheerenden Brand des Dorfes Quilitz, wie Neuhardenberg damals hieß, am 9. Juni 1801, bei dem die barocke Hallenkirche ausgebrannt war, gewann Friedrich Wilhelm Bernhard von Prittwitz unter anderem den Architekten Karl Friedrich Schinkel für den Wiederaufbau, dessen zweiter Entwurf für die Kirche von ihm am 28. Juli 1801 akzeptiert wurde. Mit dem Wiederaufbau wurde im April 1802 begonnen, die Kirche wurde aber erst am 10. Dezember 1809 eingeweiht. 
Sowohl die auffällige und ungewöhnliche Form des Turmaufsatzes wie auch seine landschaftskünstlerische Disposition gehen konzeptionell auf Friedrich Gilly zurück. Der auf den mittelalterlichen Turm aufgesetzte zwölfachsige 'Tempel' ist Ziel der Blickbahn vom Molkenhaus auf Bärwinkel.
Die neue Kirchenausstattung wurde von Schinkel 1817 im Auftrag von Karl August von Hardenberg entworfen, der Quilitz, das inzwischen Neu-Hardenberg hieß, von König Friedrich Wilhelm III. als Schenkung erhalten hatte.

## Baubeschreibung
Die klassizistische Saalkirche besteht aus einem Langhaus mit fünf Fensterachsen, dessen Satteldach im Osten abgewalmt ist, und einem querrechteckigen Fassadenturm im Westen, dessen ovaler tempelförmiger Aufsatz die Turmuhr und den Glockenstuhl beherbergt, in dem 2017 zwei neue Kirchenglocken aus Bronze als Ersatz für die 1954 aus Eisen gegossenen aufgehängt wurden. 1823 wurde nach einem Entwurf von Schinkel an der Ostwand der Kirche für den 1822 gestorbenen Karl August von Hardenberg ein Mausoleum in Gestalt eines Antentempels angebaut. Den Auftrag hatte Hardenbergs Sohn Christian von Hardenberg-Reventlow erteilt, wie die lateinische Inschrift in goldenen Großbuchstaben besagt: PIO ANIMO POSUIT FILIUS – „Dies errichtete treuen Sinnes der Sohn“.
Der Innenraum des Kirchenschiffs, der mit einer bemalten Flachdecke überspannt ist, hat Emporen an drei Seiten. Den Ostabschluss bildet eine Konche, deren zwei Geschosse durch Pilaster jeweils in fünf Felder gegliedert sind. Im mittleren Feld des oberen Geschosses steht die Kanzel mit ihrem Schalldeckel.
Die heutige Orgel auf der Empore hat 14 Register, welche sich auf zwei Manualen und Pedal verteilen. Sie wurde 1924 von Sauer im Schinkel-Gehäuse der 1817 von Johann Simon Buchholz gebauten Orgel, die 21 Register hatte, eingebaut.